# Bergljot Hobæk Haff
Bergljot Hobæk Haff (Botne, 1º maggio 1925 – 12 febbraio 2016) è stata una scrittrice norvegese.
Debutta come scrittrice nel 1956 con il romanzo Raset. Le trame delle sue opere si svolgono spesso sullo sfondo di epoche storiche drammatiche (ad esempio periodi di guerre, l'Inquisizione), riprendendo talora miti e leggende popolari.
Ha ricevuto diversi premi in patria tra cui il Premio della Critica per la Letteratura nel 1962 per Bålet e nel 1996 per Skammen, il Premio Dobloug nel 1985 e il Premio dell'Accademia Norvegese nel 1988. È stata anche nominata due volte per il Premio del Consiglio Nordico per la Letteratura.

## Opere
- 1956 - Raset
- 1958 - Liv
- 1960 - Du finner ham aldri
- 1962 - Bålet
- 1965 - Skjøgens bok
- 1969 - Den sorte kappe
- 1971 - Sønnen
- 1974 - Heksen
- 1977 - Gudsmoren. En menneskelig komedie
- 1983 - Jeg, Bakunin
- 1989 - Den guddommelige tragedie
- 1992 - Renhetens pris
- 1996 - Skammen
- 1999 - Sigbrits bålferd
- 2002 - Den evige jøde
- 2004 - Attentatet

In italiano
- Il rogo ("Bålet", 1962, trad. it. 1999), Iperborea (ISBN 88-7091-084-9)